# Не в силе Бог, а в правде
«Не в силе Бог, а в правде» (также «Не в силе Бог, но в правде», церк.-слав. Не въ си́лахъ бг҃ъ, но въ пра́вдѣ) — русский религиозно-политический афоризм, получивший большую степень распространения в современной России. Восходит к первой версии «Повести о житии» Александра Невского.

## История
Прослышав же о таком мужестве князя Александра, король римской веры из Полуночной страны подумал: «Пойду и завоюю землю Александрову». И собрал войско великое и наполнил многие корабли полками своими, устремился в силе великой, кипя духом ратным. И пришел к Неве, влекомый безумием, и послал послов своих, возгордившись, в Новгород, к князю Александру, говоря: «Если можешь, то сопротивляйся мне, — я уже здесь и беру в плен землю твою».
 
Александр же, услышав слова эти, распалился сердцем, и вошел в церковь Святой Софьи и, упав на колени перед алтарем, начал молиться со слезами: «Боже славный, праведный, Боже великий, крепкий, Боже предвечный, сотворивший небо и землю и поставивший пределы народам, ты повелел жить, не вступая в чужие пределы!» И, вспомнив псаломскую песнь, сказал: «Суди, Господи, обидящим меня и побори борющихся со мной, возьми оружие и щит, восстань на помощь мне». И, окончив молитву, встал, поклонился архиепископу. Архиепископ же Спиридон благословил его и отпустил. Он же, выйдя из церкви, вытер слезы, начал ободрять дружину свою, говоря: «Не в силе Бог, а в правде. Помянем Песнотворца, который сказал: «Иные — с оружием, а иные — на конях, а мы имя Господа Бога нашего призовем, они поколебались и пали, мы же восстали и стоим прямо». И, сказав это, пошел на них с небольшой дружиной, не дожидаясь многих войск своих, но уповая на святую Троицу.
Данное высказывание присутствует в первой версии «Повести о житии Александра Невского», где было адресовано воинам княжеской дружины перед выходом из Новгорода на битву со шведами.

## Анализ

### Религиозно-философский
Русский религиозный философ первой половины XX века Николай Бердяев называл слова характерными для России и русского народа и выражал мысль, что «трагедия русского народа в том, что русская власть не была верна этим словам».
Кандидат философских наук В. Е. Семенков пишет, что в традиции средневековой русской мысли сила рассматривалась как нечто земное и человеческое, а правда — как сущность, имеющая внеземное происхождение. По мнению автора, следование этой логике предполагает принижение в высказывании земного и возвышение правды Божией.
Доктор богословия, ректор Николо-Угрешской духовной семинарии, иеромонах Русской православной церкви Кирилл (Зиньковский) написал, что в данных словах Александра Невского «отразились лучшие качества нашего святого предка: мужество, мудрость и кроткая простота. Эти добродетели святого князя стали живой силой, оградившей Отчизну от многочисленных врагов».
Доктор философских наук, кандидат богословия, историк философии Дмитрий Лескин считает, что слова «Не в силе Бог, но в правде» выражают основу русского миропонимания. «Эти слова — исповедование твёрдой веры, что если жить по совести, жить не по лжи, ходить перед Богом, то Он не оставит ни тебя, ни твоего отечества. Грубой физической силе противостоит здесь нравственный идеал», — пишет Лескин.

### Политический

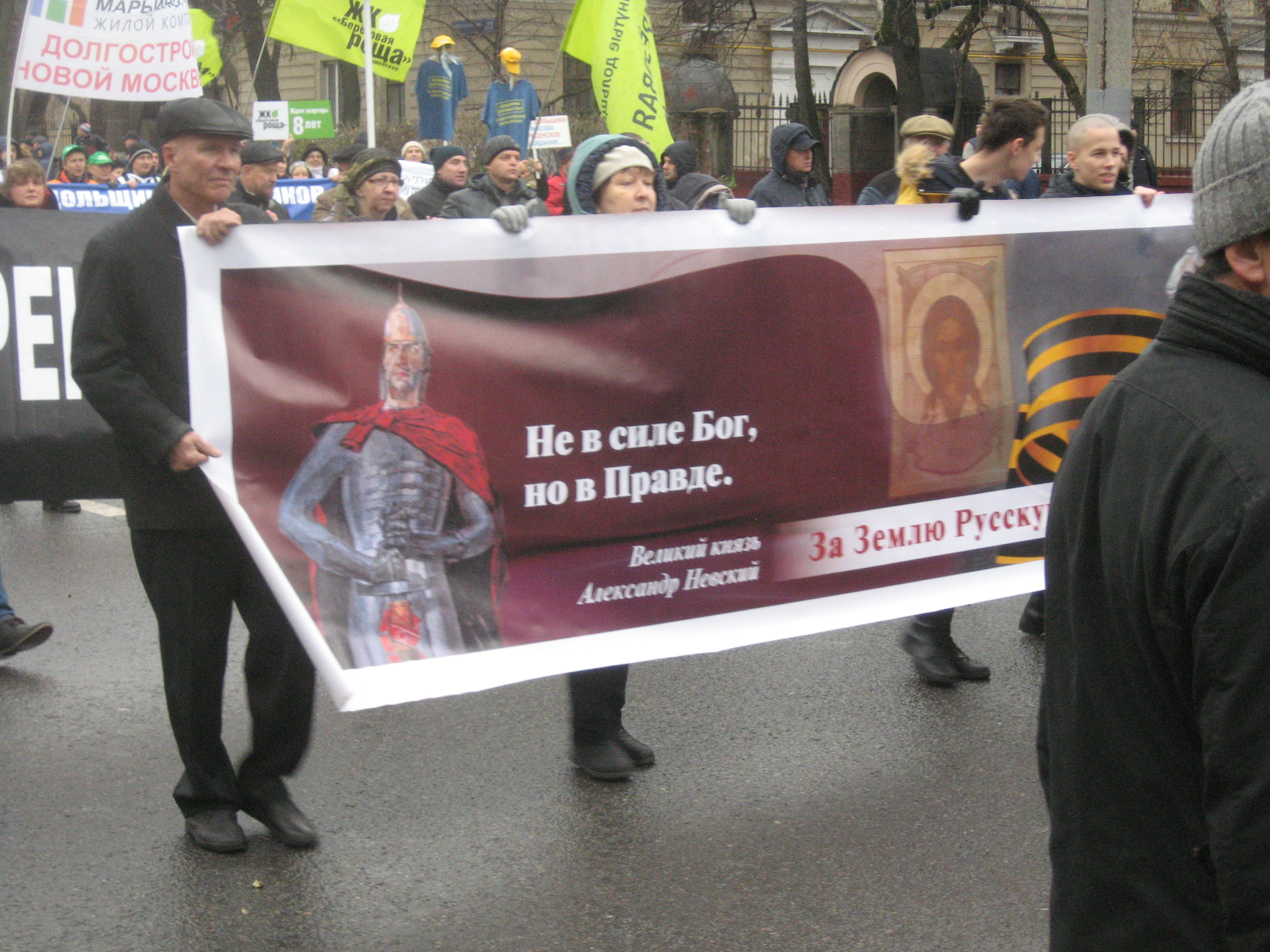
Плакат на «Русском марше» 2019 года в Москве

Доктор политических наук Б. Ф. Мартынов считает формулу «Не в силе Бог, а в правде!» основой особой, «российской» версии теории политического реализма. По мнению Мартынова, «при всех возможных в настоящем и будущем (и неоднократно проявлявшихся в прошлом) практических ипостасях этой „правды“, подобная версия … максимально корреспондирует цивилизационному контенту» России.

### Лингвистический
Кандидат филологических наук Е. А. Нахимова пишет о частом цитировании афоризма в досоветскую эпоху, отсутствие внимания к нему в период «господства коммунистической идеологии», и определяет естественным новые и новые обращения к данному афоризму в современное время в связи с традиционным для российского сознания стремления к справедливости, противопоставления духовности грубой силе.

## В культуре

Надпись «Не в силе Бог, а в правде» на памятнике Александру Невскому в Курске

- Слова «Не в силе Бог, а в правде» часто[источник не указан 997 дней] присутствуют на памятниках Александру Невскому.[значимость факта?]
- Российский историк и телеведущий Феликс Разумовский в 2010 году выпустил цикл передач «Не в силе Бог, а в правде».[значимость факта?]